# Théorie des aberrations nodales
 (octobre 2020).
La théorie des aberrations nodales (TAN) (Nodal aberration theory en anglais) est une théorie développée à la fin des années 1970 par Kevin Rolland Thompson (en) et publiée pour la première fois en 2005 dans le Journal of the Optical Society of America. La NAT est une extension de la théorie des aberrations des systèmes à symétrie de rotation (dits systèmes centrés) et décrit les aberrations pour des systèmes optiques décentrés.

## Historique
La théorie des aberrations nodales s'appuie sur la théorie ondulatoire des aberrations de Harold Hopkins,. Les premières ébauches de la TAN sont attribuées à Dick Buchroeder qui rédigea sa thèse sur les systèmes optiques à composants inclinés. En 1977, Shack étudia durant près de 6 mois une photographie d'un télescope de Kitt Peak. La photographie présentait deux annulations de l'astigmatisme dans le champ, ce que ne pouvait expliquer les modèles d'aberrations de l'époque, notamment celui développé par son directeur de thèse, Harold Hopkins. L'idée de Shack fut d'écrire la décomposition du front d'onde de Hopkins sous forme vectorielle et d'utiliser un champ des mathématiques alors peu connu : l'algèbre de Clifford.
La théorie que l'on connait aujourd'hui fut principalement développée par Kevin Thompson qui commença à décrire le comportement des aberrations des systèmes à optiques décentrées et inclinées dans sa thèse publié en 1980 sous la direction de Roland Shack. Ce n'est qu'en 2005 que Thompson publia formellement sa théorie des aberrations nodales développées jusqu'au 3e ordre. Il édita par la suite un développement jusqu'au 5e ordre,,.
Aujourd'hui, la TAN est utilisée notamment dans la conception d'optiques freeforms ou dans le développement de systèmes optiques décentrés.

## Théorie

### Écriture vectorielle de l'écart normal
L'écart normal du front d'onde des systèmes centrés à symétrie de révolution s'écrit dans la notation de Hopkins sous la forme suivante :
{\displaystyle k=2p+m}, {\displaystyle l=2n+m}.
Shack montra que cette équation peut s'écrire vectoriellement sous la forme suivante :
Où {\displaystyle {\vec {H}}} représente la position dans le plan image et {\displaystyle {\vec {\rho }}} représente la position dans la pupille de sortie.

### Aberrations
Buchroeder montra en 1976 que les aberrations d'un système composé de surfaces décentrées et inclinées sont la somme des aberrations de chacune des surfaces. Il remarqua également que la contribution des aberrations de champ de chaque surface d'un système dénué de symétrie est centrée sur la ligne reliant le centre de la pupille de la surface considéré et le centre de courbure de cette surface.
Ces découvertes de Buchroeder permettent de montrer qu'aucune nouvelle aberration n'apparait dans un système optiques comprenant des surfaces décentrées.
Afin de décrire les aberrations de systèmes décentrés, Bruchroeder introduisit le vecteur {\displaystyle {\vec {\sigma }}_{j}} pointant sur le centre des aberrations d'une surface donnée, projeté sur le plan image. On peut alors introduire la hauteur effective du champ d'aberration :
On peut alors écrire une nouvelle expression, plus générale, de la décomposition polynomiale de Hopkins prenant en compte le décentrement des surfaces en remplaçant {\displaystyle {\vec {H}}} par {\displaystyle {\vec {H}}_{Aj}}, on a alors :

#### Développement des aberrations au troisième ordre
Thompson développa les aberrations jusqu'au troisième ordre et publia ses résultats en 2005. On a alors le polynôme de Hopkins suivant :
{\displaystyle W=\Delta W_{20}({\vec {\rho }}\cdot {\vec {\rho }})+\Delta W_{11}({\vec {H}}\cdot {\vec {\rho }})+\sum _{j}W_{040_{j}}({\vec {\rho }}\cdot {\vec {\rho }})^{2}}

{\displaystyle +\sum _{j}W_{131_{j}}({\vec {H}}_{Aj}\cdot {\vec {\rho }})({\vec {\rho }}\cdot {\vec {\rho }})}

{\displaystyle +\sum _{j}W_{222_{j}}({\vec {H}}_{Aj}\cdot {\vec {\rho }})^{2}}

{\displaystyle +\sum _{j}W_{220_{j}}({\vec {H}}_{Aj}\cdot {\vec {H}}_{Aj})({\vec {\rho }}\cdot {\vec {\rho }})}

{\displaystyle +\sum _{j}W_{311_{j}}({\vec {H}}_{Aj}\cdot {\vec {H}}_{Aj})({\vec {H}}_{Aj}\cdot {\vec {\rho }})}
Le terme en {\displaystyle \Delta W_{20}} correspondant au défocus et le terme en {\displaystyle \Delta W_{11}} correspondant au tilt.
Il continua le développement jusqu'au cinquième ordre,, entre 2009 et 2011.

##### Aberration sphérique
La contribution à l'aberration sphérique sans symétrie de révolution est donnée par le terme :
{\displaystyle W_{sphere}=\sum _{j}W_{040_{j}}({\vec {\rho }}\cdot {\vec {\rho }})^{2}}
On remarque que cette contribution possède la même forme que l'aberration sphérique à symétrie de révolution. En effet, cette dernière ne dépend pas du vecteur de champ {\displaystyle {\vec {H}}} et n'est donc pas affectée par une brisure de symétrie.

##### La coma
La présence de coma sur l'axe est symptomatique d'un système optique présentant des défauts d'alignement. Réduire au maximum la coma sur l'axe est par exemple une méthode classiquement utilisé pour aligner des systèmes optiques avec de petites ouvertures numériques. La contribution à la coma sans symétrie de révolution est donné par le terme :
{\displaystyle W_{coma}=\sum _{j}W_{131_{j}}({\vec {H}}_{Aj}\cdot {\vec {\rho }})({\vec {\rho }}\cdot {\vec {\rho }})}
Ce terme peut également s'écrire sous la forme :
{\displaystyle W_{coma}=W_{131}[({\vec {H}}-{\vec {a}}_{131})\cdot {\vec {\rho }})]({\vec {\rho }}\cdot {\vec {\rho }})}
Avec :
{\displaystyle {\vec {a}}_{131}={\frac {\sum _{j}W_{131_{j}}{\vec {\sigma }}_{j}}{\sum _{j}W_{131_{j}}}}}
On remarque alors que cette contribution correspond à de la coma classique, simplement décentrée dans le plan image, le vecteur {\displaystyle {\vec {a}}_{131}} pointant vers le point du plan image ou s'annule la coma. On peut remarquer que pour un système initialement corrigé de la coma {\displaystyle {\vec {W}}_{131}=0}, on a alors {\displaystyle {\vec {a}}_{131}} qui tend vers l'infini. On observe alors des aigrettes de coma parallèles entre elles.

##### Astigmatisme
Thompson étudia l'astigmatisme et la courbure de champ au niveau de la surface de moindre diffusion. On peut alors montrer que le développement du polynôme de Hopkins sur cette surface au troisième ordre pour les systèmes dépourvu de symétrie de révolution donne :
{\displaystyle W={\frac {1}{2}}W_{222}[({\vec {H}}-{\vec {a}}_{222})^{2}+{\vec {b}}_{222}^{2}]\cdot {\vec {\rho }}^{2}}
Avec :
{\displaystyle W_{222}=\sum _{j}W_{222_{j}}\quad ,\quad {\vec {a}}_{222}={\frac {\sum _{j}W_{222_{j}}{\vec {\sigma }}_{j}}{W_{222}}}\quad ,\quad {\vec {b}}_{222}^{2}={\frac {\sum _{j}W_{222_{j}}^{2}{\vec {\sigma }}_{j}^{2}}{W_{222}}}-{\vec {a}}_{222}^{2}}
Ce terme d'aberration inclut des carrés de vecteurs au sens de la multiplication de vecteur de l'algèbre géométrique. On peut remarquer que l'astigmatisme s'annulent en deux points du champ, à savoir en {\displaystyle {\vec {H}}={\vec {a}}_{222}\pm i{\vec {b}}_{222}}.
Cette découverte fut en premier lieu faite par Shack, qui observa que le systèmes optiques dépourvu de symétries de révolution présentent, en général, deux points d'annulation de l'astigmatisme.

##### Surface de moindre diffusion
L'inclusion de la surface de moindre diffusion dans les aberrations peut se faire en redéfinissant le terme de défocus {\displaystyle \Delta W_{20}} comme :
{\displaystyle -\Delta W_{20}=W_{220_{M}}[({\vec {H}}-{\vec {a}}_{220_{M}})\cdot ({\vec {H}}-{\vec {a}}_{220_{M}})+b_{220_{M}}]}
Avec :
{\displaystyle W_{220_{M}}=W_{220}+{\frac {1}{2}}W_{222}\quad ,\quad {\vec {a}}_{220_{M}}={\frac {\sum _{j}W_{{220_{M}}_{j}}{\vec {\sigma }}_{j}}{W_{220_{M}}}}\quad ,\quad b_{220_{M}}={\frac {\sum _{j}W_{{220_{M}}_{j}}({\vec {\sigma }}_{j}\cdot {\vec {\sigma }}_{j})}{W_{220_{M}}}}-{\vec {a}}_{220_{M}}\cdot {\vec {a}}_{220_{M}}}
On peut remarquer que la dépendance est toujours quadratique en champ mais que le centre à partir duquel est défini le point de focalisation est déplacé transversalement dans le champ. Ce comportement est similaire à celui décrit pour la coma, cependant, en général, les points d'annulation de la coma et de focalisations ne se trouvent pas au même endroit. Enfin, il y a également un terme de déplacement longitudinal du point de focalisation.

## Exemples
La théorie des aberrations nodales fut initialement développée par Thompson pour étudier les défauts d'alignement dans les systèmes optique et en particulier les télescopes.
Aujourd'hui cette théorie est notamment utilisée pour le développement de surfaces freeforms.
Un exemple récent[évasif] de l'utilisation de la TAN est le télescope spatial James Webb, ce dernier étant constitué d'un système anastigmatique à 3 miroirs décentré. L'avantage d'un tel dispositif est que cela permet d'avoir un système optique minimisant le nombre d'obturation.